# 荒木林太郎
荒木 林太郎（あらき りんたろう、1986年9月2日 - ）は、日本の弾き語りシンガーソングライター。路上ライブでは絆アーティストと言う肩書きをつけて活動している。

## 人物
千葉県市川市に生まれ、小学4年からギターを始める。2004年17歳からライブハウスでのライブ活動を開始。現在は2015年11月から路上ライブを毎週土曜日、JR金町駅にて開催し、ライブをメインに活動している。ビールが大好きで、特技もビールサーバーの取り扱い。

## 略歴
- 2011年8月　1stCD『SpaceDebris』を自主制作発売。
- 2012年4月30日　2ndCD『Walk my Dune』をペルメージレコードより全国発売[3]。
- 2014年　一年間活動縮小。Shibuya O-WEST出演。
- 2015年5月　Gold Rush Entertainmentに所属
- 2017年　アコースティックフェス「GO AROUND JAPAN」出演
- 2018年5月
  - 9日　全国流通CD「CONDUCT」「BEHAVIOR」を同時発売。
  - 12日　レコ発ワンマンライブを学芸大学APIA40にて開催。満員御礼にて大成功。
- 2019年2月8日公開映画「21世紀の女の子」内ふくだももこ監督作品「セフレとセックスレス」にて即興曲が採用される。
- 2019年9月　即興曲のみでのワンマンライブを開催。
- 2020年　　「17LIVE」にてライバーデビュー。
- 2021年　　関西テレビ放送「村上マヨネーズのツッコませて頂きます!」企画「第4回恋歌GP」にて優勝[4]

## 作品

### シングル
|          | タイトル                     | 発売日        | 規格                   | 規格品番 | 初収録アルバム |
| -------- | ---------------------------- | ------------- | ---------------------- | -------- | -------------- |
| 配信限定 | 音楽は鳴り止まない           | 2021年1月     | デジタル・ダウンロード | —        | —              |
| 配信限定 | 理由                         | 2021年4月15日 | デジタル・ダウンロード | —        | —              |
| 配信限定 | 結局あなたは何もしてくれない | 2021年6月1日  | デジタル・ダウンロード | —        | —              |
| 配信限定 | タイトルで全てがわかるように | 2021年7月7日  | デジタル・ダウンロード | —        | —              |
| 配信限定 | おおまちがい                 | 2021年8月23日 | デジタル・ダウンロード | —        | —              |

### アルバム
|     | 発売日        | タイトル     | 規格品番 | 収録曲 | 備考 |
| --- | ------------- | ------------ | -------- | --- | ---- |
| 1st | 2011年8月19日 | SpaceDebris  | 自主制作 | 全8曲 1. new trial～ニュートラル～ 2. もぐら 3. 32秒 4. バイバイ 5. ドラマ 6. ベル 7. 明日はどこだ 8. サヨナライダー    | 廃盤 |
| 2nd | 2012年5月16日 | walk my dune | PMF-139  | 全8曲 1. Walk Work 2. 未題 3. オリジナル 4. 通勤海賊 5. 酔っ払い 6. 一人生 7. 炎～ともしび～ 8. 砂丘に問う              |      |
| 3rd | 2018年5月9日  | BEHAVIOR     | PMF-167  | 全6曲 1. 明日は晴れ 2. なにもない 3. 手紙 4. せみなー 5. 越中島 6. あとだし                                             |      |
| 4th | 2018年5月9日  | CONDUCT      | PMF-168  | 全6曲 1. べいべー 2. ごめんね神様 3. ナイトスタッフ 4. オーマイフレンド 5. ロックンロールが教えてくれた 6. ライブハウス |      |

## 出演経歴

### ライブ履歴
- 2004年17歳、東高円寺kaztouでライブ活動開始。以降2007年ごろまで毎月マンスリーで出演。
- 2006年19歳、当時渋谷、現学芸大学APIAに出演開始。以降2014年までマンスリーで出演 。
- 2008年20歳、1月19日、2月16日LOOP代官山に出演。6月~11月まで西千葉ZXWESTにマンスリー出演。
- 2009年21歳、旧秋葉原DRESS(閉店)6月より2011年までマンスリーで出演。
- 2011年22歳、オーナー移転により秋葉原DRESSから秋葉原EGGMAN TOKYO EASTに2014年ま でマンスリーで出演

### ワンマンライブ
- 2009年8月28日東高円寺kaztou 2010年2月12日新中野WANIZ HALL 2010年8月21日新中野WANIZ HALL
- 2012年4月30日学芸大学APIA40レコ発ワンマン

### 企画ライブ
- 2011年2月10日新中野WANIZ HALL「あらきゆっこう会」
- 2011年8月19日秋葉原Eggman Tokyo East「AUGUST RUSH」
- 2012年5月12日秋葉原秋田犬 ウタウライダー共同企画 「JOYPARADE」
- 2012年6月15日秋葉原Eggmanか Tokyo East 「JUNE PRIDE」
- 2012年7月28日下北沢LOFT 大野唯子共同企画「シモキタ728サリバンショー」
- 2012年9月21日秋葉原秋田犬 ウタウライダー共同企画「JOYPARADE vol.2」
- 2013年3月23日東高円寺kaztou ナガオコウタ共同企画ツーマンライブ「VERSUS CIRCUS 」

### その他
- 2009年 老人ホームでライブ 2011年 テレビ埼玉「お~でぃえんすV」出演
- 2013年 フランス、路上ライブ 2014年2月 滋賀遠征